# Akiba Rubinstein
Akiba Kiwelowicz Rubinstein (1. prosinca 1880. – 14. ožujka 1961.), bio je poljski šahist. Smatra se jednim od najvećih igrača koji nisu osvojili naslov svjetskoga prvaka. Titula velemajstora dodijeljena mu je 1950. godine, kada je službeno uvedena.
U mladosti je pobijedio tadašnje najbolje svjetske igrače poput Laskera, Capablance, Aljehina i Carla Schlechtera. Godine 1914. trebao je odigrati meč za svjetskog prvaka protiv Emanuela Laskera, no meč je otkazan zbog izbijanja Prvoga svjetskog rata. Otada mu je život obilježen psihičkom bolešću koja ga je onemogućila da ostvari svoj puni šahovski potencijal.

## Teorijska ostavština
Po njemu su nazvana brojna šahovska otvaranja. Najviše je doprinio razvoju daminog gambita, slavenke, nimco-indijke te francuske obrane. 
Po njemu je nazvana i zamka u daminom gambitu u koju je upao dva puta, protiv Aljehina 1928. i Euwea 1930. Jedan od mogućih redoslijeda uvodnih poteza:
1.d4 d5 2.c4 e6 3.Sf3 Sf6 4.Lg5 Sbd7 5.e3 Le7 6.Sc3 O-O 7.Tc1 Te8 8.Dc2 a6 9.cxd5 exd5 10.Ld3 c6 11.O-O Se4 12.Lf4 f5? 13. Sxd5! osvaja pješaka jer nakon 13...cxd5?? slijedi 14.Lc7 s osvajanjem dame.
|   | a | b | c | d | e | f | g | h |   |
| 8 | a8 black rook · c8 black bishop · d8 black queen · e8 black rook · g8 black king · b7 black pawn · d7 black knight · e7 black bishop · g7 black pawn · h7 black pawn · a6 black pawn · c6 black pawn · d5 black pawn · f5 black pawn · d4 white pawn · e4 black knight · f4 white bishop · c3 white knight · d3 white bishop · e3 white pawn · f3 white knight · a2 white pawn · b2 white pawn · c2 white queen · f2 white pawn · g2 white pawn · h2 white pawn · c1 white rook · f1 white rook · g1 white king | a8 black rook · c8 black bishop · d8 black queen · e8 black rook · g8 black king · b7 black pawn · d7 black knight · e7 black bishop · g7 black pawn · h7 black pawn · a6 black pawn · c6 black pawn · d5 black pawn · f5 black pawn · d4 white pawn · e4 black knight · f4 white bishop · c3 white knight · d3 white bishop · e3 white pawn · f3 white knight · a2 white pawn · b2 white pawn · c2 white queen · f2 white pawn · g2 white pawn · h2 white pawn · c1 white rook · f1 white rook · g1 white king | a8 black rook · c8 black bishop · d8 black queen · e8 black rook · g8 black king · b7 black pawn · d7 black knight · e7 black bishop · g7 black pawn · h7 black pawn · a6 black pawn · c6 black pawn · d5 black pawn · f5 black pawn · d4 white pawn · e4 black knight · f4 white bishop · c3 white knight · d3 white bishop · e3 white pawn · f3 white knight · a2 white pawn · b2 white pawn · c2 white queen · f2 white pawn · g2 white pawn · h2 white pawn · c1 white rook · f1 white rook · g1 white king | a8 black rook · c8 black bishop · d8 black queen · e8 black rook · g8 black king · b7 black pawn · d7 black knight · e7 black bishop · g7 black pawn · h7 black pawn · a6 black pawn · c6 black pawn · d5 black pawn · f5 black pawn · d4 white pawn · e4 black knight · f4 white bishop · c3 white knight · d3 white bishop · e3 white pawn · f3 white knight · a2 white pawn · b2 white pawn · c2 white queen · f2 white pawn · g2 white pawn · h2 white pawn · c1 white rook · f1 white rook · g1 white king | a8 black rook · c8 black bishop · d8 black queen · e8 black rook · g8 black king · b7 black pawn · d7 black knight · e7 black bishop · g7 black pawn · h7 black pawn · a6 black pawn · c6 black pawn · d5 black pawn · f5 black pawn · d4 white pawn · e4 black knight · f4 white bishop · c3 white knight · d3 white bishop · e3 white pawn · f3 white knight · a2 white pawn · b2 white pawn · c2 white queen · f2 white pawn · g2 white pawn · h2 white pawn · c1 white rook · f1 white rook · g1 white king | a8 black rook · c8 black bishop · d8 black queen · e8 black rook · g8 black king · b7 black pawn · d7 black knight · e7 black bishop · g7 black pawn · h7 black pawn · a6 black pawn · c6 black pawn · d5 black pawn · f5 black pawn · d4 white pawn · e4 black knight · f4 white bishop · c3 white knight · d3 white bishop · e3 white pawn · f3 white knight · a2 white pawn · b2 white pawn · c2 white queen · f2 white pawn · g2 white pawn · h2 white pawn · c1 white rook · f1 white rook · g1 white king | a8 black rook · c8 black bishop · d8 black queen · e8 black rook · g8 black king · b7 black pawn · d7 black knight · e7 black bishop · g7 black pawn · h7 black pawn · a6 black pawn · c6 black pawn · d5 black pawn · f5 black pawn · d4 white pawn · e4 black knight · f4 white bishop · c3 white knight · d3 white bishop · e3 white pawn · f3 white knight · a2 white pawn · b2 white pawn · c2 white queen · f2 white pawn · g2 white pawn · h2 white pawn · c1 white rook · f1 white rook · g1 white king | a8 black rook · c8 black bishop · d8 black queen · e8 black rook · g8 black king · b7 black pawn · d7 black knight · e7 black bishop · g7 black pawn · h7 black pawn · a6 black pawn · c6 black pawn · d5 black pawn · f5 black pawn · d4 white pawn · e4 black knight · f4 white bishop · c3 white knight · d3 white bishop · e3 white pawn · f3 white knight · a2 white pawn · b2 white pawn · c2 white queen · f2 white pawn · g2 white pawn · h2 white pawn · c1 white rook · f1 white rook · g1 white king | 8 |
| 7 | a8 black rook · c8 black bishop · d8 black queen · e8 black rook · g8 black king · b7 black pawn · d7 black knight · e7 black bishop · g7 black pawn · h7 black pawn · a6 black pawn · c6 black pawn · d5 black pawn · f5 black pawn · d4 white pawn · e4 black knight · f4 white bishop · c3 white knight · d3 white bishop · e3 white pawn · f3 white knight · a2 white pawn · b2 white pawn · c2 white queen · f2 white pawn · g2 white pawn · h2 white pawn · c1 white rook · f1 white rook · g1 white king | a8 black rook · c8 black bishop · d8 black queen · e8 black rook · g8 black king · b7 black pawn · d7 black knight · e7 black bishop · g7 black pawn · h7 black pawn · a6 black pawn · c6 black pawn · d5 black pawn · f5 black pawn · d4 white pawn · e4 black knight · f4 white bishop · c3 white knight · d3 white bishop · e3 white pawn · f3 white knight · a2 white pawn · b2 white pawn · c2 white queen · f2 white pawn · g2 white pawn · h2 white pawn · c1 white rook · f1 white rook · g1 white king | a8 black rook · c8 black bishop · d8 black queen · e8 black rook · g8 black king · b7 black pawn · d7 black knight · e7 black bishop · g7 black pawn · h7 black pawn · a6 black pawn · c6 black pawn · d5 black pawn · f5 black pawn · d4 white pawn · e4 black knight · f4 white bishop · c3 white knight · d3 white bishop · e3 white pawn · f3 white knight · a2 white pawn · b2 white pawn · c2 white queen · f2 white pawn · g2 white pawn · h2 white pawn · c1 white rook · f1 white rook · g1 white king | a8 black rook · c8 black bishop · d8 black queen · e8 black rook · g8 black king · b7 black pawn · d7 black knight · e7 black bishop · g7 black pawn · h7 black pawn · a6 black pawn · c6 black pawn · d5 black pawn · f5 black pawn · d4 white pawn · e4 black knight · f4 white bishop · c3 white knight · d3 white bishop · e3 white pawn · f3 white knight · a2 white pawn · b2 white pawn · c2 white queen · f2 white pawn · g2 white pawn · h2 white pawn · c1 white rook · f1 white rook · g1 white king | a8 black rook · c8 black bishop · d8 black queen · e8 black rook · g8 black king · b7 black pawn · d7 black knight · e7 black bishop · g7 black pawn · h7 black pawn · a6 black pawn · c6 black pawn · d5 black pawn · f5 black pawn · d4 white pawn · e4 black knight · f4 white bishop · c3 white knight · d3 white bishop · e3 white pawn · f3 white knight · a2 white pawn · b2 white pawn · c2 white queen · f2 white pawn · g2 white pawn · h2 white pawn · c1 white rook · f1 white rook · g1 white king | a8 black rook · c8 black bishop · d8 black queen · e8 black rook · g8 black king · b7 black pawn · d7 black knight · e7 black bishop · g7 black pawn · h7 black pawn · a6 black pawn · c6 black pawn · d5 black pawn · f5 black pawn · d4 white pawn · e4 black knight · f4 white bishop · c3 white knight · d3 white bishop · e3 white pawn · f3 white knight · a2 white pawn · b2 white pawn · c2 white queen · f2 white pawn · g2 white pawn · h2 white pawn · c1 white rook · f1 white rook · g1 white king | a8 black rook · c8 black bishop · d8 black queen · e8 black rook · g8 black king · b7 black pawn · d7 black knight · e7 black bishop · g7 black pawn · h7 black pawn · a6 black pawn · c6 black pawn · d5 black pawn · f5 black pawn · d4 white pawn · e4 black knight · f4 white bishop · c3 white knight · d3 white bishop · e3 white pawn · f3 white knight · a2 white pawn · b2 white pawn · c2 white queen · f2 white pawn · g2 white pawn · h2 white pawn · c1 white rook · f1 white rook · g1 white king | a8 black rook · c8 black bishop · d8 black queen · e8 black rook · g8 black king · b7 black pawn · d7 black knight · e7 black bishop · g7 black pawn · h7 black pawn · a6 black pawn · c6 black pawn · d5 black pawn · f5 black pawn · d4 white pawn · e4 black knight · f4 white bishop · c3 white knight · d3 white bishop · e3 white pawn · f3 white knight · a2 white pawn · b2 white pawn · c2 white queen · f2 white pawn · g2 white pawn · h2 white pawn · c1 white rook · f1 white rook · g1 white king | 7 |
| 6 | a8 black rook · c8 black bishop · d8 black queen · e8 black rook · g8 black king · b7 black pawn · d7 black knight · e7 black bishop · g7 black pawn · h7 black pawn · a6 black pawn · c6 black pawn · d5 black pawn · f5 black pawn · d4 white pawn · e4 black knight · f4 white bishop · c3 white knight · d3 white bishop · e3 white pawn · f3 white knight · a2 white pawn · b2 white pawn · c2 white queen · f2 white pawn · g2 white pawn · h2 white pawn · c1 white rook · f1 white rook · g1 white king | a8 black rook · c8 black bishop · d8 black queen · e8 black rook · g8 black king · b7 black pawn · d7 black knight · e7 black bishop · g7 black pawn · h7 black pawn · a6 black pawn · c6 black pawn · d5 black pawn · f5 black pawn · d4 white pawn · e4 black knight · f4 white bishop · c3 white knight · d3 white bishop · e3 white pawn · f3 white knight · a2 white pawn · b2 white pawn · c2 white queen · f2 white pawn · g2 white pawn · h2 white pawn · c1 white rook · f1 white rook · g1 white king | a8 black rook · c8 black bishop · d8 black queen · e8 black rook · g8 black king · b7 black pawn · d7 black knight · e7 black bishop · g7 black pawn · h7 black pawn · a6 black pawn · c6 black pawn · d5 black pawn · f5 black pawn · d4 white pawn · e4 black knight · f4 white bishop · c3 white knight · d3 white bishop · e3 white pawn · f3 white knight · a2 white pawn · b2 white pawn · c2 white queen · f2 white pawn · g2 white pawn · h2 white pawn · c1 white rook · f1 white rook · g1 white king | a8 black rook · c8 black bishop · d8 black queen · e8 black rook · g8 black king · b7 black pawn · d7 black knight · e7 black bishop · g7 black pawn · h7 black pawn · a6 black pawn · c6 black pawn · d5 black pawn · f5 black pawn · d4 white pawn · e4 black knight · f4 white bishop · c3 white knight · d3 white bishop · e3 white pawn · f3 white knight · a2 white pawn · b2 white pawn · c2 white queen · f2 white pawn · g2 white pawn · h2 white pawn · c1 white rook · f1 white rook · g1 white king | a8 black rook · c8 black bishop · d8 black queen · e8 black rook · g8 black king · b7 black pawn · d7 black knight · e7 black bishop · g7 black pawn · h7 black pawn · a6 black pawn · c6 black pawn · d5 black pawn · f5 black pawn · d4 white pawn · e4 black knight · f4 white bishop · c3 white knight · d3 white bishop · e3 white pawn · f3 white knight · a2 white pawn · b2 white pawn · c2 white queen · f2 white pawn · g2 white pawn · h2 white pawn · c1 white rook · f1 white rook · g1 white king | a8 black rook · c8 black bishop · d8 black queen · e8 black rook · g8 black king · b7 black pawn · d7 black knight · e7 black bishop · g7 black pawn · h7 black pawn · a6 black pawn · c6 black pawn · d5 black pawn · f5 black pawn · d4 white pawn · e4 black knight · f4 white bishop · c3 white knight · d3 white bishop · e3 white pawn · f3 white knight · a2 white pawn · b2 white pawn · c2 white queen · f2 white pawn · g2 white pawn · h2 white pawn · c1 white rook · f1 white rook · g1 white king | a8 black rook · c8 black bishop · d8 black queen · e8 black rook · g8 black king · b7 black pawn · d7 black knight · e7 black bishop · g7 black pawn · h7 black pawn · a6 black pawn · c6 black pawn · d5 black pawn · f5 black pawn · d4 white pawn · e4 black knight · f4 white bishop · c3 white knight · d3 white bishop · e3 white pawn · f3 white knight · a2 white pawn · b2 white pawn · c2 white queen · f2 white pawn · g2 white pawn · h2 white pawn · c1 white rook · f1 white rook · g1 white king | a8 black rook · c8 black bishop · d8 black queen · e8 black rook · g8 black king · b7 black pawn · d7 black knight · e7 black bishop · g7 black pawn · h7 black pawn · a6 black pawn · c6 black pawn · d5 black pawn · f5 black pawn · d4 white pawn · e4 black knight · f4 white bishop · c3 white knight · d3 white bishop · e3 white pawn · f3 white knight · a2 white pawn · b2 white pawn · c2 white queen · f2 white pawn · g2 white pawn · h2 white pawn · c1 white rook · f1 white rook · g1 white king | 6 |
| 5 | a8 black rook · c8 black bishop · d8 black queen · e8 black rook · g8 black king · b7 black pawn · d7 black knight · e7 black bishop · g7 black pawn · h7 black pawn · a6 black pawn · c6 black pawn · d5 black pawn · f5 black pawn · d4 white pawn · e4 black knight · f4 white bishop · c3 white knight · d3 white bishop · e3 white pawn · f3 white knight · a2 white pawn · b2 white pawn · c2 white queen · f2 white pawn · g2 white pawn · h2 white pawn · c1 white rook · f1 white rook · g1 white king | a8 black rook · c8 black bishop · d8 black queen · e8 black rook · g8 black king · b7 black pawn · d7 black knight · e7 black bishop · g7 black pawn · h7 black pawn · a6 black pawn · c6 black pawn · d5 black pawn · f5 black pawn · d4 white pawn · e4 black knight · f4 white bishop · c3 white knight · d3 white bishop · e3 white pawn · f3 white knight · a2 white pawn · b2 white pawn · c2 white queen · f2 white pawn · g2 white pawn · h2 white pawn · c1 white rook · f1 white rook · g1 white king | a8 black rook · c8 black bishop · d8 black queen · e8 black rook · g8 black king · b7 black pawn · d7 black knight · e7 black bishop · g7 black pawn · h7 black pawn · a6 black pawn · c6 black pawn · d5 black pawn · f5 black pawn · d4 white pawn · e4 black knight · f4 white bishop · c3 white knight · d3 white bishop · e3 white pawn · f3 white knight · a2 white pawn · b2 white pawn · c2 white queen · f2 white pawn · g2 white pawn · h2 white pawn · c1 white rook · f1 white rook · g1 white king | a8 black rook · c8 black bishop · d8 black queen · e8 black rook · g8 black king · b7 black pawn · d7 black knight · e7 black bishop · g7 black pawn · h7 black pawn · a6 black pawn · c6 black pawn · d5 black pawn · f5 black pawn · d4 white pawn · e4 black knight · f4 white bishop · c3 white knight · d3 white bishop · e3 white pawn · f3 white knight · a2 white pawn · b2 white pawn · c2 white queen · f2 white pawn · g2 white pawn · h2 white pawn · c1 white rook · f1 white rook · g1 white king | a8 black rook · c8 black bishop · d8 black queen · e8 black rook · g8 black king · b7 black pawn · d7 black knight · e7 black bishop · g7 black pawn · h7 black pawn · a6 black pawn · c6 black pawn · d5 black pawn · f5 black pawn · d4 white pawn · e4 black knight · f4 white bishop · c3 white knight · d3 white bishop · e3 white pawn · f3 white knight · a2 white pawn · b2 white pawn · c2 white queen · f2 white pawn · g2 white pawn · h2 white pawn · c1 white rook · f1 white rook · g1 white king | a8 black rook · c8 black bishop · d8 black queen · e8 black rook · g8 black king · b7 black pawn · d7 black knight · e7 black bishop · g7 black pawn · h7 black pawn · a6 black pawn · c6 black pawn · d5 black pawn · f5 black pawn · d4 white pawn · e4 black knight · f4 white bishop · c3 white knight · d3 white bishop · e3 white pawn · f3 white knight · a2 white pawn · b2 white pawn · c2 white queen · f2 white pawn · g2 white pawn · h2 white pawn · c1 white rook · f1 white rook · g1 white king | a8 black rook · c8 black bishop · d8 black queen · e8 black rook · g8 black king · b7 black pawn · d7 black knight · e7 black bishop · g7 black pawn · h7 black pawn · a6 black pawn · c6 black pawn · d5 black pawn · f5 black pawn · d4 white pawn · e4 black knight · f4 white bishop · c3 white knight · d3 white bishop · e3 white pawn · f3 white knight · a2 white pawn · b2 white pawn · c2 white queen · f2 white pawn · g2 white pawn · h2 white pawn · c1 white rook · f1 white rook · g1 white king | a8 black rook · c8 black bishop · d8 black queen · e8 black rook · g8 black king · b7 black pawn · d7 black knight · e7 black bishop · g7 black pawn · h7 black pawn · a6 black pawn · c6 black pawn · d5 black pawn · f5 black pawn · d4 white pawn · e4 black knight · f4 white bishop · c3 white knight · d3 white bishop · e3 white pawn · f3 white knight · a2 white pawn · b2 white pawn · c2 white queen · f2 white pawn · g2 white pawn · h2 white pawn · c1 white rook · f1 white rook · g1 white king | 5 |
| 4 | a8 black rook · c8 black bishop · d8 black queen · e8 black rook · g8 black king · b7 black pawn · d7 black knight · e7 black bishop · g7 black pawn · h7 black pawn · a6 black pawn · c6 black pawn · d5 black pawn · f5 black pawn · d4 white pawn · e4 black knight · f4 white bishop · c3 white knight · d3 white bishop · e3 white pawn · f3 white knight · a2 white pawn · b2 white pawn · c2 white queen · f2 white pawn · g2 white pawn · h2 white pawn · c1 white rook · f1 white rook · g1 white king | a8 black rook · c8 black bishop · d8 black queen · e8 black rook · g8 black king · b7 black pawn · d7 black knight · e7 black bishop · g7 black pawn · h7 black pawn · a6 black pawn · c6 black pawn · d5 black pawn · f5 black pawn · d4 white pawn · e4 black knight · f4 white bishop · c3 white knight · d3 white bishop · e3 white pawn · f3 white knight · a2 white pawn · b2 white pawn · c2 white queen · f2 white pawn · g2 white pawn · h2 white pawn · c1 white rook · f1 white rook · g1 white king | a8 black rook · c8 black bishop · d8 black queen · e8 black rook · g8 black king · b7 black pawn · d7 black knight · e7 black bishop · g7 black pawn · h7 black pawn · a6 black pawn · c6 black pawn · d5 black pawn · f5 black pawn · d4 white pawn · e4 black knight · f4 white bishop · c3 white knight · d3 white bishop · e3 white pawn · f3 white knight · a2 white pawn · b2 white pawn · c2 white queen · f2 white pawn · g2 white pawn · h2 white pawn · c1 white rook · f1 white rook · g1 white king | a8 black rook · c8 black bishop · d8 black queen · e8 black rook · g8 black king · b7 black pawn · d7 black knight · e7 black bishop · g7 black pawn · h7 black pawn · a6 black pawn · c6 black pawn · d5 black pawn · f5 black pawn · d4 white pawn · e4 black knight · f4 white bishop · c3 white knight · d3 white bishop · e3 white pawn · f3 white knight · a2 white pawn · b2 white pawn · c2 white queen · f2 white pawn · g2 white pawn · h2 white pawn · c1 white rook · f1 white rook · g1 white king | a8 black rook · c8 black bishop · d8 black queen · e8 black rook · g8 black king · b7 black pawn · d7 black knight · e7 black bishop · g7 black pawn · h7 black pawn · a6 black pawn · c6 black pawn · d5 black pawn · f5 black pawn · d4 white pawn · e4 black knight · f4 white bishop · c3 white knight · d3 white bishop · e3 white pawn · f3 white knight · a2 white pawn · b2 white pawn · c2 white queen · f2 white pawn · g2 white pawn · h2 white pawn · c1 white rook · f1 white rook · g1 white king | a8 black rook · c8 black bishop · d8 black queen · e8 black rook · g8 black king · b7 black pawn · d7 black knight · e7 black bishop · g7 black pawn · h7 black pawn · a6 black pawn · c6 black pawn · d5 black pawn · f5 black pawn · d4 white pawn · e4 black knight · f4 white bishop · c3 white knight · d3 white bishop · e3 white pawn · f3 white knight · a2 white pawn · b2 white pawn · c2 white queen · f2 white pawn · g2 white pawn · h2 white pawn · c1 white rook · f1 white rook · g1 white king | a8 black rook · c8 black bishop · d8 black queen · e8 black rook · g8 black king · b7 black pawn · d7 black knight · e7 black bishop · g7 black pawn · h7 black pawn · a6 black pawn · c6 black pawn · d5 black pawn · f5 black pawn · d4 white pawn · e4 black knight · f4 white bishop · c3 white knight · d3 white bishop · e3 white pawn · f3 white knight · a2 white pawn · b2 white pawn · c2 white queen · f2 white pawn · g2 white pawn · h2 white pawn · c1 white rook · f1 white rook · g1 white king | a8 black rook · c8 black bishop · d8 black queen · e8 black rook · g8 black king · b7 black pawn · d7 black knight · e7 black bishop · g7 black pawn · h7 black pawn · a6 black pawn · c6 black pawn · d5 black pawn · f5 black pawn · d4 white pawn · e4 black knight · f4 white bishop · c3 white knight · d3 white bishop · e3 white pawn · f3 white knight · a2 white pawn · b2 white pawn · c2 white queen · f2 white pawn · g2 white pawn · h2 white pawn · c1 white rook · f1 white rook · g1 white king | 4 |
| 3 | a8 black rook · c8 black bishop · d8 black queen · e8 black rook · g8 black king · b7 black pawn · d7 black knight · e7 black bishop · g7 black pawn · h7 black pawn · a6 black pawn · c6 black pawn · d5 black pawn · f5 black pawn · d4 white pawn · e4 black knight · f4 white bishop · c3 white knight · d3 white bishop · e3 white pawn · f3 white knight · a2 white pawn · b2 white pawn · c2 white queen · f2 white pawn · g2 white pawn · h2 white pawn · c1 white rook · f1 white rook · g1 white king | a8 black rook · c8 black bishop · d8 black queen · e8 black rook · g8 black king · b7 black pawn · d7 black knight · e7 black bishop · g7 black pawn · h7 black pawn · a6 black pawn · c6 black pawn · d5 black pawn · f5 black pawn · d4 white pawn · e4 black knight · f4 white bishop · c3 white knight · d3 white bishop · e3 white pawn · f3 white knight · a2 white pawn · b2 white pawn · c2 white queen · f2 white pawn · g2 white pawn · h2 white pawn · c1 white rook · f1 white rook · g1 white king | a8 black rook · c8 black bishop · d8 black queen · e8 black rook · g8 black king · b7 black pawn · d7 black knight · e7 black bishop · g7 black pawn · h7 black pawn · a6 black pawn · c6 black pawn · d5 black pawn · f5 black pawn · d4 white pawn · e4 black knight · f4 white bishop · c3 white knight · d3 white bishop · e3 white pawn · f3 white knight · a2 white pawn · b2 white pawn · c2 white queen · f2 white pawn · g2 white pawn · h2 white pawn · c1 white rook · f1 white rook · g1 white king | a8 black rook · c8 black bishop · d8 black queen · e8 black rook · g8 black king · b7 black pawn · d7 black knight · e7 black bishop · g7 black pawn · h7 black pawn · a6 black pawn · c6 black pawn · d5 black pawn · f5 black pawn · d4 white pawn · e4 black knight · f4 white bishop · c3 white knight · d3 white bishop · e3 white pawn · f3 white knight · a2 white pawn · b2 white pawn · c2 white queen · f2 white pawn · g2 white pawn · h2 white pawn · c1 white rook · f1 white rook · g1 white king | a8 black rook · c8 black bishop · d8 black queen · e8 black rook · g8 black king · b7 black pawn · d7 black knight · e7 black bishop · g7 black pawn · h7 black pawn · a6 black pawn · c6 black pawn · d5 black pawn · f5 black pawn · d4 white pawn · e4 black knight · f4 white bishop · c3 white knight · d3 white bishop · e3 white pawn · f3 white knight · a2 white pawn · b2 white pawn · c2 white queen · f2 white pawn · g2 white pawn · h2 white pawn · c1 white rook · f1 white rook · g1 white king | a8 black rook · c8 black bishop · d8 black queen · e8 black rook · g8 black king · b7 black pawn · d7 black knight · e7 black bishop · g7 black pawn · h7 black pawn · a6 black pawn · c6 black pawn · d5 black pawn · f5 black pawn · d4 white pawn · e4 black knight · f4 white bishop · c3 white knight · d3 white bishop · e3 white pawn · f3 white knight · a2 white pawn · b2 white pawn · c2 white queen · f2 white pawn · g2 white pawn · h2 white pawn · c1 white rook · f1 white rook · g1 white king | a8 black rook · c8 black bishop · d8 black queen · e8 black rook · g8 black king · b7 black pawn · d7 black knight · e7 black bishop · g7 black pawn · h7 black pawn · a6 black pawn · c6 black pawn · d5 black pawn · f5 black pawn · d4 white pawn · e4 black knight · f4 white bishop · c3 white knight · d3 white bishop · e3 white pawn · f3 white knight · a2 white pawn · b2 white pawn · c2 white queen · f2 white pawn · g2 white pawn · h2 white pawn · c1 white rook · f1 white rook · g1 white king | a8 black rook · c8 black bishop · d8 black queen · e8 black rook · g8 black king · b7 black pawn · d7 black knight · e7 black bishop · g7 black pawn · h7 black pawn · a6 black pawn · c6 black pawn · d5 black pawn · f5 black pawn · d4 white pawn · e4 black knight · f4 white bishop · c3 white knight · d3 white bishop · e3 white pawn · f3 white knight · a2 white pawn · b2 white pawn · c2 white queen · f2 white pawn · g2 white pawn · h2 white pawn · c1 white rook · f1 white rook · g1 white king | 3 |
| 2 | a8 black rook · c8 black bishop · d8 black queen · e8 black rook · g8 black king · b7 black pawn · d7 black knight · e7 black bishop · g7 black pawn · h7 black pawn · a6 black pawn · c6 black pawn · d5 black pawn · f5 black pawn · d4 white pawn · e4 black knight · f4 white bishop · c3 white knight · d3 white bishop · e3 white pawn · f3 white knight · a2 white pawn · b2 white pawn · c2 white queen · f2 white pawn · g2 white pawn · h2 white pawn · c1 white rook · f1 white rook · g1 white king | a8 black rook · c8 black bishop · d8 black queen · e8 black rook · g8 black king · b7 black pawn · d7 black knight · e7 black bishop · g7 black pawn · h7 black pawn · a6 black pawn · c6 black pawn · d5 black pawn · f5 black pawn · d4 white pawn · e4 black knight · f4 white bishop · c3 white knight · d3 white bishop · e3 white pawn · f3 white knight · a2 white pawn · b2 white pawn · c2 white queen · f2 white pawn · g2 white pawn · h2 white pawn · c1 white rook · f1 white rook · g1 white king | a8 black rook · c8 black bishop · d8 black queen · e8 black rook · g8 black king · b7 black pawn · d7 black knight · e7 black bishop · g7 black pawn · h7 black pawn · a6 black pawn · c6 black pawn · d5 black pawn · f5 black pawn · d4 white pawn · e4 black knight · f4 white bishop · c3 white knight · d3 white bishop · e3 white pawn · f3 white knight · a2 white pawn · b2 white pawn · c2 white queen · f2 white pawn · g2 white pawn · h2 white pawn · c1 white rook · f1 white rook · g1 white king | a8 black rook · c8 black bishop · d8 black queen · e8 black rook · g8 black king · b7 black pawn · d7 black knight · e7 black bishop · g7 black pawn · h7 black pawn · a6 black pawn · c6 black pawn · d5 black pawn · f5 black pawn · d4 white pawn · e4 black knight · f4 white bishop · c3 white knight · d3 white bishop · e3 white pawn · f3 white knight · a2 white pawn · b2 white pawn · c2 white queen · f2 white pawn · g2 white pawn · h2 white pawn · c1 white rook · f1 white rook · g1 white king | a8 black rook · c8 black bishop · d8 black queen · e8 black rook · g8 black king · b7 black pawn · d7 black knight · e7 black bishop · g7 black pawn · h7 black pawn · a6 black pawn · c6 black pawn · d5 black pawn · f5 black pawn · d4 white pawn · e4 black knight · f4 white bishop · c3 white knight · d3 white bishop · e3 white pawn · f3 white knight · a2 white pawn · b2 white pawn · c2 white queen · f2 white pawn · g2 white pawn · h2 white pawn · c1 white rook · f1 white rook · g1 white king | a8 black rook · c8 black bishop · d8 black queen · e8 black rook · g8 black king · b7 black pawn · d7 black knight · e7 black bishop · g7 black pawn · h7 black pawn · a6 black pawn · c6 black pawn · d5 black pawn · f5 black pawn · d4 white pawn · e4 black knight · f4 white bishop · c3 white knight · d3 white bishop · e3 white pawn · f3 white knight · a2 white pawn · b2 white pawn · c2 white queen · f2 white pawn · g2 white pawn · h2 white pawn · c1 white rook · f1 white rook · g1 white king | a8 black rook · c8 black bishop · d8 black queen · e8 black rook · g8 black king · b7 black pawn · d7 black knight · e7 black bishop · g7 black pawn · h7 black pawn · a6 black pawn · c6 black pawn · d5 black pawn · f5 black pawn · d4 white pawn · e4 black knight · f4 white bishop · c3 white knight · d3 white bishop · e3 white pawn · f3 white knight · a2 white pawn · b2 white pawn · c2 white queen · f2 white pawn · g2 white pawn · h2 white pawn · c1 white rook · f1 white rook · g1 white king | a8 black rook · c8 black bishop · d8 black queen · e8 black rook · g8 black king · b7 black pawn · d7 black knight · e7 black bishop · g7 black pawn · h7 black pawn · a6 black pawn · c6 black pawn · d5 black pawn · f5 black pawn · d4 white pawn · e4 black knight · f4 white bishop · c3 white knight · d3 white bishop · e3 white pawn · f3 white knight · a2 white pawn · b2 white pawn · c2 white queen · f2 white pawn · g2 white pawn · h2 white pawn · c1 white rook · f1 white rook · g1 white king | 2 |
| 1 | a8 black rook · c8 black bishop · d8 black queen · e8 black rook · g8 black king · b7 black pawn · d7 black knight · e7 black bishop · g7 black pawn · h7 black pawn · a6 black pawn · c6 black pawn · d5 black pawn · f5 black pawn · d4 white pawn · e4 black knight · f4 white bishop · c3 white knight · d3 white bishop · e3 white pawn · f3 white knight · a2 white pawn · b2 white pawn · c2 white queen · f2 white pawn · g2 white pawn · h2 white pawn · c1 white rook · f1 white rook · g1 white king | a8 black rook · c8 black bishop · d8 black queen · e8 black rook · g8 black king · b7 black pawn · d7 black knight · e7 black bishop · g7 black pawn · h7 black pawn · a6 black pawn · c6 black pawn · d5 black pawn · f5 black pawn · d4 white pawn · e4 black knight · f4 white bishop · c3 white knight · d3 white bishop · e3 white pawn · f3 white knight · a2 white pawn · b2 white pawn · c2 white queen · f2 white pawn · g2 white pawn · h2 white pawn · c1 white rook · f1 white rook · g1 white king | a8 black rook · c8 black bishop · d8 black queen · e8 black rook · g8 black king · b7 black pawn · d7 black knight · e7 black bishop · g7 black pawn · h7 black pawn · a6 black pawn · c6 black pawn · d5 black pawn · f5 black pawn · d4 white pawn · e4 black knight · f4 white bishop · c3 white knight · d3 white bishop · e3 white pawn · f3 white knight · a2 white pawn · b2 white pawn · c2 white queen · f2 white pawn · g2 white pawn · h2 white pawn · c1 white rook · f1 white rook · g1 white king | a8 black rook · c8 black bishop · d8 black queen · e8 black rook · g8 black king · b7 black pawn · d7 black knight · e7 black bishop · g7 black pawn · h7 black pawn · a6 black pawn · c6 black pawn · d5 black pawn · f5 black pawn · d4 white pawn · e4 black knight · f4 white bishop · c3 white knight · d3 white bishop · e3 white pawn · f3 white knight · a2 white pawn · b2 white pawn · c2 white queen · f2 white pawn · g2 white pawn · h2 white pawn · c1 white rook · f1 white rook · g1 white king | a8 black rook · c8 black bishop · d8 black queen · e8 black rook · g8 black king · b7 black pawn · d7 black knight · e7 black bishop · g7 black pawn · h7 black pawn · a6 black pawn · c6 black pawn · d5 black pawn · f5 black pawn · d4 white pawn · e4 black knight · f4 white bishop · c3 white knight · d3 white bishop · e3 white pawn · f3 white knight · a2 white pawn · b2 white pawn · c2 white queen · f2 white pawn · g2 white pawn · h2 white pawn · c1 white rook · f1 white rook · g1 white king | a8 black rook · c8 black bishop · d8 black queen · e8 black rook · g8 black king · b7 black pawn · d7 black knight · e7 black bishop · g7 black pawn · h7 black pawn · a6 black pawn · c6 black pawn · d5 black pawn · f5 black pawn · d4 white pawn · e4 black knight · f4 white bishop · c3 white knight · d3 white bishop · e3 white pawn · f3 white knight · a2 white pawn · b2 white pawn · c2 white queen · f2 white pawn · g2 white pawn · h2 white pawn · c1 white rook · f1 white rook · g1 white king | a8 black rook · c8 black bishop · d8 black queen · e8 black rook · g8 black king · b7 black pawn · d7 black knight · e7 black bishop · g7 black pawn · h7 black pawn · a6 black pawn · c6 black pawn · d5 black pawn · f5 black pawn · d4 white pawn · e4 black knight · f4 white bishop · c3 white knight · d3 white bishop · e3 white pawn · f3 white knight · a2 white pawn · b2 white pawn · c2 white queen · f2 white pawn · g2 white pawn · h2 white pawn · c1 white rook · f1 white rook · g1 white king | a8 black rook · c8 black bishop · d8 black queen · e8 black rook · g8 black king · b7 black pawn · d7 black knight · e7 black bishop · g7 black pawn · h7 black pawn · a6 black pawn · c6 black pawn · d5 black pawn · f5 black pawn · d4 white pawn · e4 black knight · f4 white bishop · c3 white knight · d3 white bishop · e3 white pawn · f3 white knight · a2 white pawn · b2 white pawn · c2 white queen · f2 white pawn · g2 white pawn · h2 white pawn · c1 white rook · f1 white rook · g1 white king | 1 |
|   | a | b | c | d | e | f | g | h |   |